# 서정일기 (일본)
서정일기(西征日記, せいせいにっき)는 일본 아즈치 모모야마 시대에 벌어진 임진왜란에서 조선 침공의 선봉대였던 고니시 유키나가와 소 요시토시의 1번대에 종군한 인물의 진중일기이다.
내용으로 보건대 기록자는 소 요시토시의 가신이지만, 서명이 없이 무로 규소(室直清)가 주장한 묘신지(임제종 사찰)의 외교승 · 덴케이(天荊)이라는 게 정설이다. 그러나 『정한위략』(征韓偉略)의 저자인 에도 시대의 학자 가와구치 조쥬(川口長孺)는 쓰시마의 또 다른 외교승인 게이테쓰 겐소와 같은 쇼후쿠지에서 종군한 승려 소이쓰(宗逸)의 작품이라는 다른 설도 언급했다. 
어쨌든, 조선 침공의 선봉대였던 고니시 유키나가, 소 요시토시 휘하 1번대의 내정에 대한 중요한 사료이다. 
『속속군서유종』 등에 수록되었다. 

## 원전
- 서정일기(일본 국립국회도서관 디지털 컬렉션)

## 같이 보기
- 고니시 유키나가
- 소 요시토시